# باب اندرسون (کارگردان)
باب اندرسون (انگلیسی: Bob Anderson؛ زادهٔ ۱۹۶۵) یک کارگردان انیمیشن اهل ایالات متحده آمریکا است.